# 張真晟
張真晟（1971年—），又譯作張振成、張進成，他曾是北韓的詩人，並在朝鮮第三統戰部負責對南宣傳工作。2004年，他因對平壤政權產生懷疑而決定逃亡到南韓。

## 生平
張真晟出生於沙里院市，後來在平壤音樂大學和金日成綜合大學畢業。後來，他的詩作得到平壤政府的賞識，從而能在1994年擔任朝鮮中央廣播電台的記者。1996年，他被轉到朝鲜劳动党统一战线部轄下的101聯絡處工作，負責創作詩詞，以對南韓進行心理戰。張真晟出色的詩作得到金正日的讚賞，因而被賜與「我的作家」及「知名作家」的頭銜。1999年，他更得以在金正日面前表演，並獲得額外的糧食供應和各種禮物。隨後，他更得以和金正日單獨會面。
然而，這次的會面令張真晟對平壤政權的忠誠產生動搖。他發現金正日「為了讓自己看起來高一些而穿的厚底鞋」，而且談吐粗俗，令他覺得金正日「不是我們奉為神的領袖，而只是個人」。之後，他獲得回到沙里院一趟的機會。當時，北韓正值全國性饑荒。張真晟在離開平壤，來到家鄉之時發現四處都是屍體，以前的鄰居均被饑死。在回到平壤繼續工作後，他又接觸到南韓的廣播和報紙，思想從而發生變化，並開始秘密創作反抗體制的詩作。2004年1月10日，他因為借給朋友黃永明（深化組事件中黃潤牟之子）一本南韓月刊（南韓的書在北韓為禁書, 禁書被帶到統一戰線部外即觸犯叛亂罪），黃永明將書忘記在火車上，黃永明趕緊去張真晟的家告訴張真晟這件事，後來兩人決定不告知家人展開逃亡。1月10日上午一如往常去101聯絡所上班，但此時便已開始計劃逃亡，到聯絡所後假借看醫生的名義找友人弄到旅行證，返回聯絡所時已經有3名北韓國安部的成員在辦公室等他，由於張真晟為金正日的欽受者，國安部的人員不能馬上逮捕張，但只能算是暫時性逃過一劫，只要國安部告知北韓組織指導部，指導部再經金正日授權就可以逮捕張真晟，張真晟深信自己不能在平壤多留一天，並於當日與朋友連夜搭火車逃離平壤。為逃離追捕，他在家人不知情下與友人黃永明穿越結冰的圖們江，來到中國邊境，之後輾轉來到長春、瀋陽等地，並躲避當地警察與間谍，以防被抓回朝鮮。然而，友人黃永明因為被中國警方逮捕而於2004年1月底自殺，隨後，張真晟在2004年2月抵達南韓。
來到南韓後，他居於首爾。起初，他在國家情報院擔任情報分析師。2010年，他離開此職，其描述北韓饑餓苦況的詩作《我的女兒100元》獲得牛津文學獎。翌年，他成立以脫北者為對象的新聞網《New Focus》。2014年，他出版書籍《親愛的領袖：我逃離北韓的經歷》講述他在北韓的生活和脫北的經過。
2021年，张真晟被两名女性指控在数年时间里犯有多项强奸和性胁迫罪行。虽然他否认了第一名女性的指控，但声称与第二名女性是自愿关系。2022年，他被韩国法院判处6个月监禁。2024年，他赢得了对指控者的诽谤诉讼。

## 資料來源
1. 1 2 3 4 5 6 7  . 成報. 2014-02-09  [2015-03-03]. （原始内容存档于2015-07-01）.
2. ↑  堯, 王. . BBC中文網. 2014-10-06  [2015-03-03]. （原始内容存档于2014-10-08）.
3. 1 2 3 4 5 6 7 8 9 10  . Buzzorange.com. 2014-06-24  [2015-03-03]. （原始内容存档于2019-08-20）.
4. ↑  David Pilling. . Financial Times. 2014-05-09  [2015-03-06]. （原始内容存档于2016-03-07）.
5. ↑  Libby Powell. . Chatham House.   [2015-03-06]. （原始内容存档于2017-11-13）.
6. ↑  . NK News.   [2015-03-06]. （原始内容存档于2021-03-01）. Jang Jin-sung is North Korea’s former poet laureate under Kim Jong Il, and is now Editor-in-chief of New Focus International.
7. ↑  Blaine Harden. . The Washington Post. 2014-06-06  [2015-03-06]. （原始内容存档于2021-02-13）.
8. ↑  .   [2024-07-16]. （原始内容存档于2024-05-26）.